# Lac Tustumena
Pour les articles homonymes, voir Tustumena.
Le lac Tustumena, en anglais Tustumena Lake, est un lac d'Alaska, aux États-Unis, situé dans la péninsule Kenai, à proximité de la ville de Kasilov. Il est large de 9,7 kilomètres et long de 40 kilomètres. Il reçoit les eaux du glacier Tustumena et se déverse par la rivière Kasilof dans le golfe de Cook. Les alentours du lac sont appréciés pour la pêche et la chasse. Il s'y déroule tous les ans une importante course de chiens de traîneaux, la Tustumena 200.
La navigation sur le lac est réputée dangereuse à cause des vents violents qui proviennent du glacier.

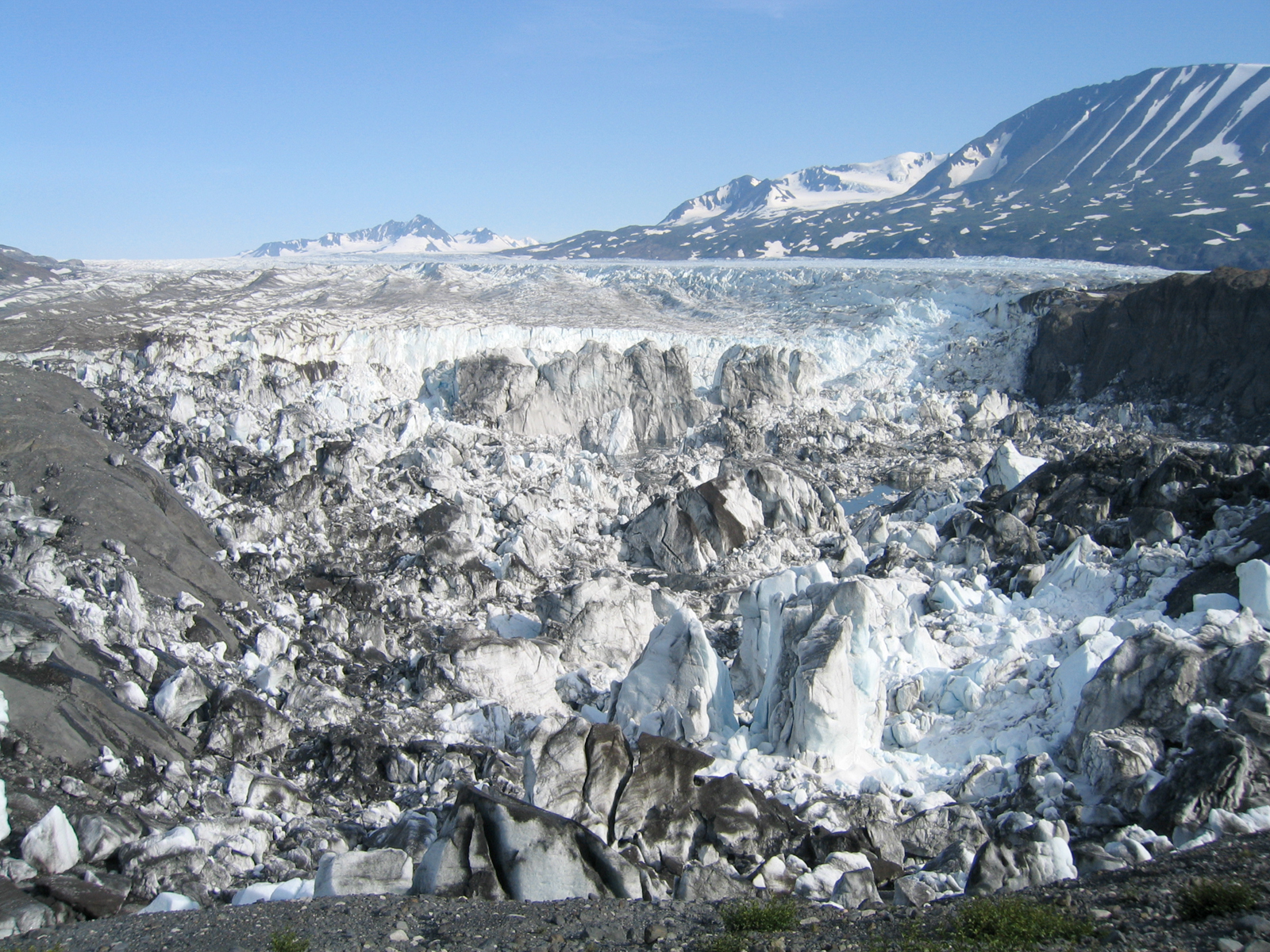
Vue du glacier Tustumena dont les eaux de fonte alimentent le lac Tustumena.

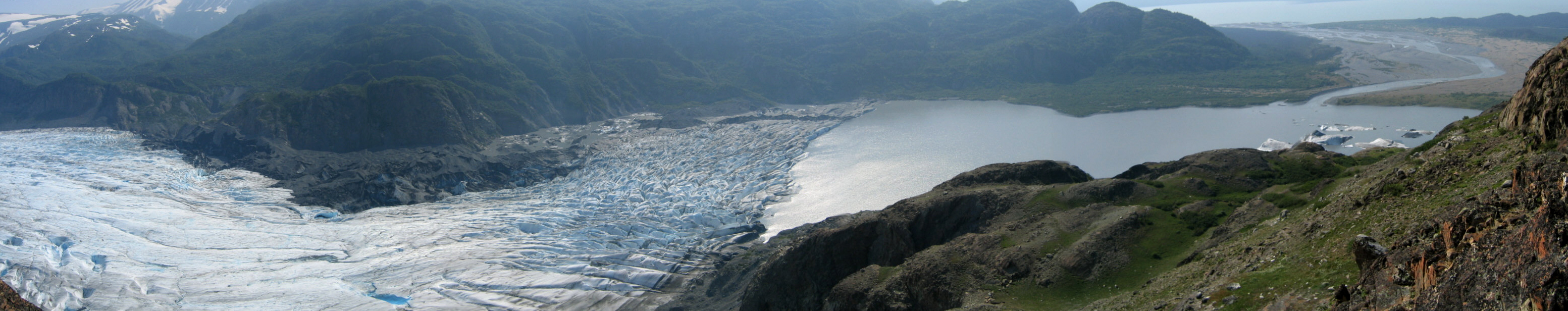
Vue panoramique du glacier Tustumena, de son lac glaciaire et du lac Tustumena dans le lointain.